# Фішево (Вармінсько-Мазурське воєводство)
Фішево (пол. Fiszewo, нім. Fischau) — село в Польщі, у гміні Ґроново-Ельблонзьке Ельблонзького повіту Вармінсько-Мазурського воєводства.
Населення — 286 осіб (2011).
У 1975-1998 роках село належало до Ельблонзького воєводства.

## Демографія
Демографічна структура станом на 31 березня 2011 року:
|          | Загалом | Допрацездатний вік | Працездатний вік | Постпрацездатний вік |
| -------- | ------- | ------------------ | ---------------- | -------------------- |
| Чоловіки | 139     | 35                 | 98               | 6                    |
| Жінки    | 147     | 36                 | 86               | 25                   |
| Разом    | 286     | 71                 | 184              | 31                   |